# Sigfrid Lindberg
Sigfrid Lindberg (25 marzo 1897 – 4 gennaio 1977) è stato un calciatore svedese, di ruolo portiere.

## Carriera
Con la Nazionale svedese prese parte alle Olimpiadi del 1924 e vi ottenne una medaglia di bronzo.